# Манухин, Иван Иванович
Иван Иванович Манухин (19 [31] января 1882, Кашин, Тверская губерния — 14 декабря 1958, Париж) — русский общественный деятель, врач-иммунолог.

## Биография
Окончил Царскосельскую гимназию (1900) и Военно-медицинскую академию (1906 год), после чего работал в качестве земского врача в Мариуполе и за поддержку первой русской революции в 1906 году оказался в Мариупольской тюрьме. В 1911 году защитил диссертацию, затем уехал в Париж.
Автор многочисленных научных трудов, в частности, по иммунологии и инфекционной патологии. Разработал новые методы лечения легочного туберкулёза и воспаления лёгких, применял облучение рентгеновскими лучами.
Успешно лечил М. Горького, с семьёй которого прожил более 2 месяцев.
С 1914 года в России.

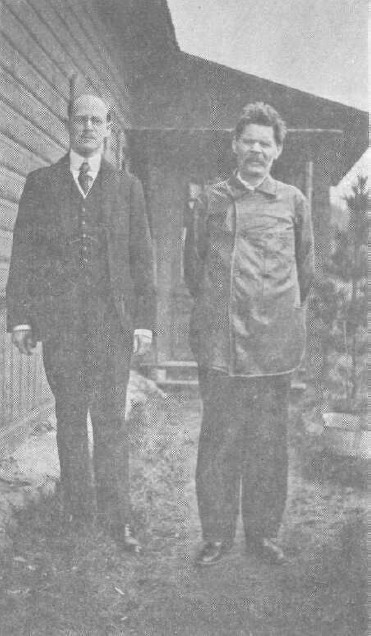
Манухин и Максим Горький в 1914 году.

После Февральской революции 1917 года избран секретарём оргкомитета «Свободной ассоциации для развития и распространения положительных наук». Весной 1917 года стал врачом Чрезвычайной следственной комиссии, созданной Временным правительством (Трубецкого бастиона Петропавловской крепости); оставался на этом посту и после прихода к власти большевиков.
Активный деятель Политического Красного Креста. Благодаря его вмешательству были освобождены представители царского режима (в частности, Гавриил Константинович). Во время Гражданской войны помощник Д. Заболотного в Институте экспериментальной медицины.
В 1919 г. возвратился в науку и начал работать в эпидемиологическом отделе Института экспериментальной медицины у Д. К. Заболотного в Петрограде, где изучал возбудителей «испанки» и других особо опасных инфекций. Весной 1920 г. Иван Манухин принял решение поехать в длительную командировку во Францию и обратился с просьбой к Горькому помочь ему с выездной визой. Особый отдел ВЧК отложил разрешение на получение визы, но в декабре 1921 г. (после неоднократного обращения Горького к Ленину) семья Манухина все же покинула Россию.

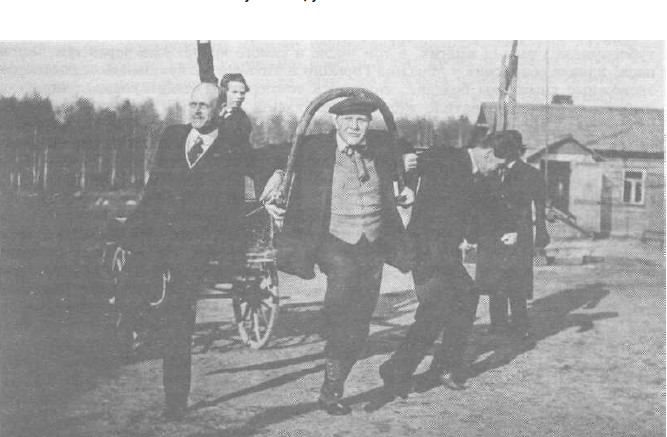
Иван Манухин, Фёдор Шаляпин и Максим Горький.

Во Франции был частнопрактикующим врачом по специальности «внутренние болезни и туберкулез». Известно, что он лечил Д. Мережковского (чьим соседом по дому был в Петрограде). Его имя встречается в списке членов Общества русских врачей имени Мечникова в Париже.
В 1922 году Иван Манухин безуспешно лечил от туберкулёза новозеландскую и британскую писательницу Кэтрин Мэнсфилд, которая обратилась к нему за консультацией. Его «революционный» метод лечения, который заключался в бомбардировке рентгеновскими лучами её селезёнки, привел к тому, что у Мэнсфилд появились вспышки жара и онемение в ногах. Год спустя Мэнсфилд умерла от лёгочного кровоизлияния в возрасте 34 лет.
С 1924 по 1948 г. во французских научных изданиях Манухин опубликовал ряд дискуссионных статей, посвящённых актуальным проблемам иммунологии, радиобиологии, эндокринологии.
С 1921 года во Франции. Автор мемуаров. Жена — Татьяна Ивановна (в девичестве Крундышева).

## Избранные труды
- Воспоминания о 1917—18 гг. «Моя деятельность помощи заключенным во время революции»
- О лейкоцитолизе диссертация на степень доктора медицины Императорская военно-медицинская академия Санкт Петербург 814 страниц
- О «лейкоцитотерапии» при фибринозном воспалении легких // Русский врач, 1910, № 26
- Лечение заразных болезней лейкоцитолизом, вызываемым освещением селезёнки рентгеновскими лучами // Русский врач, 1916, № 22-26